# Rationalist Association

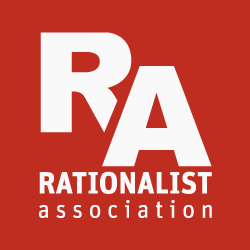
Logo.

De Rationalist Association (voorheen de Rationalist Press Association) is een in 1899 door onder meer Joseph McCabe opgerichte Britse organisatie, die vrijheid van denken, vrij onderzoek en rationalisme voorstaat. 
De Rationalist Association definieert rationalisme daarbij als 'een mentale houding die onvoorwaardelijk de superioriteit van logica accepteert en streeft naar een systeem van filosofie en ethiek dat getoetst kan worden door ondervinding en niet afhankelijk is van ongestaafde aannames of autoriteit.'

## Thinker's Library
De RPA gaf van 1929 tot 1951 onder de titel Thinker's Library een 140-delige serie boeken uit, die inhoudelijk aansluiten bij het gedachtegoed van de organisatie. Hierin zijn onder meer werken van H. G. Wells, Charles Darwin en Thomas Paine opgenomen.